# Petrova Ves
Petrova Ves (německy Petersdorf, latinsky Petrovilla, maďarsky Peterlak, do roku 1907 Péterfalu) je obec na Slovensku v okrese Skalica. Žije v ní přibližně 1 100 obyvatel.
V obci je římskokatolický kostel Svatého ducha z roku 1762.

## Poloha
Obec leží v západní části Slovenska v malé kotlině otevřené západním směrem do Dolnomoravského úvalu, k sousednímu městu Gbely a řece Moravě. Z ostatních stran ji obklopují nevysoké pahorky Chvojnické pahorkatiny, které na severovýchodě a východě přecházejí do kopců kolem Unína a Holíče. V okolí Petrovy Vsi se nacházejí obce Unín, Radimov, Letničie, Smolinské a města Gbely, Holíč, Šaštín-Stráže.

## Historie
První písemná zmínka o vesnici pochází z roku 1392. Katastr obce byl však osídlen již dávno předtím. Archeologické nálezy zde dokládají existenci keltského a římsko-barbarského sídliště. Tyto národy vystřídali Slované a v 9. a 10. století patřilo území obce k Velké Moravě. Koncem 11. století připadl katastr Petrovy Vsi k uherskému státu.
Traduje se, že v roce 1093 přišel do petroveského údolí Peter Várady, uherský šlechtic, a nazval tam umístěnou osadu podle sebe Petrovou Vsí.
Po Varádyových připadla obec feudálům z rodu Bársonyi, Farkas, Thebery a Boltizár. Od roku 1390 obec Petrova Ves patřila Štiborovi z Beckova. O dva roky později připadla Czoborům, majitelům holíčského panství. V roce 1736 převzali holíčské panství i s Petrovou Vsí Habsburkové, kterým patřila až do zrušení poddanství, resp. majetky v ní až do roku 1918.
Od konce první světové války následkem vzniku československého státu nese Petrova Ves úřední slovenský název.

## Přírodní poměry
V katastrálním území obce leží chráněný areál Vodná nádrž Petrova Ves.